# Amelia Denis de Icaza
Amelia Denis de Icaza (Panamà, Panamà, 28 de novembre de 1836 - Managua, Nicaragua, 16 de juliol de 1911) va ser una poeta romàntica panamenya. Va ser la primera dona a publicar els seus versos al seu país.

## Biografia

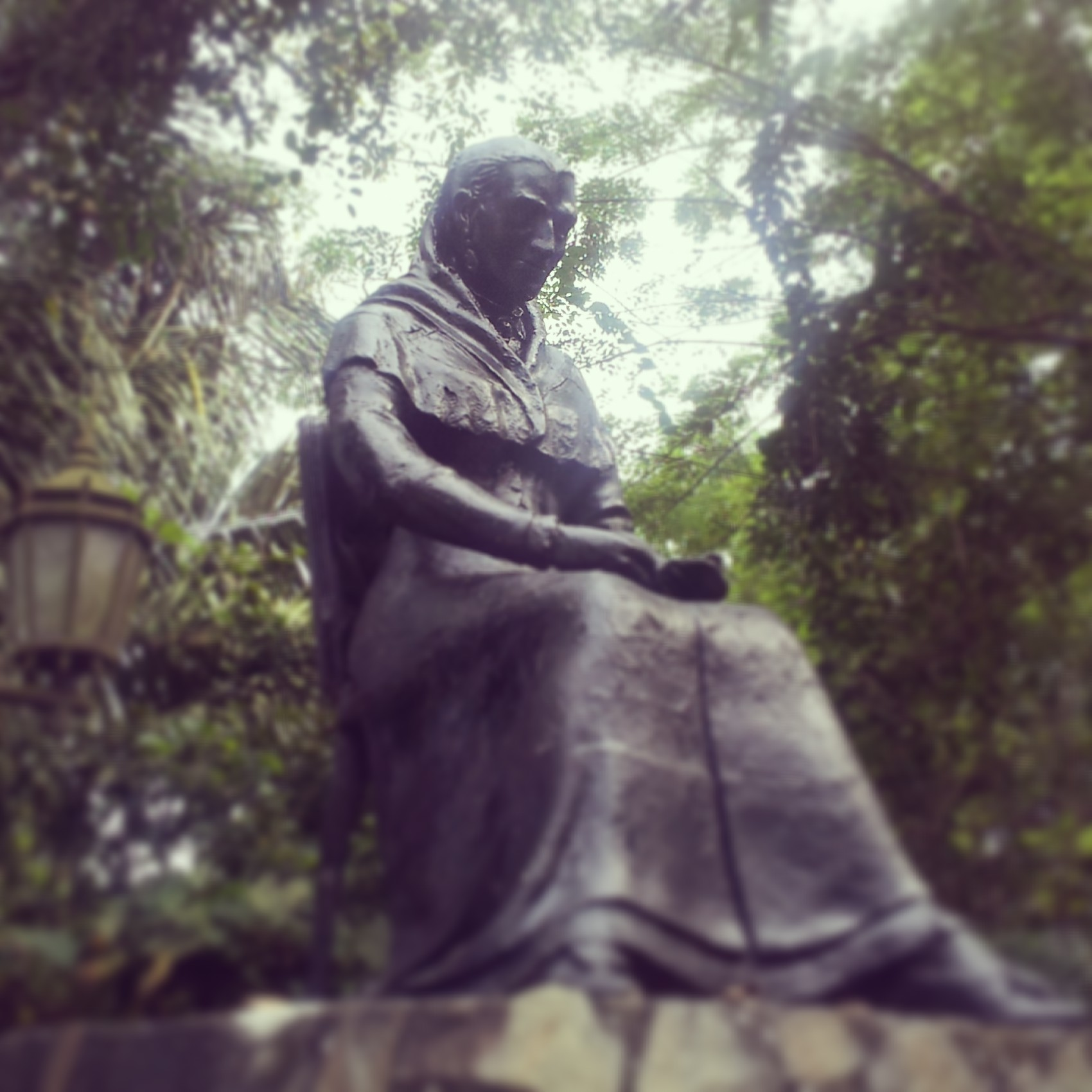
Monument a Amelia Denis de Icaza al Barri Quarry Heights d'Ancón, Panamà.

Va néixer a la ciutat de Panamà, el 28 de novembre de 1836 i va morir el 16 d'agost de 1911. De petita estava molt aficionada a la literatura i creava les seves pròpies poesies. Va ser la primera poeta panamenya i l'única figura femenina del període romàntic.
Amelia Denis De Icaza es distingeix en l'era romàntica, pel contingut de les seves poesies. En la seva obra hi ha amor per la pàtria, a la joventut i malenconia, entre d'altres. Es considera poeta del grup de la primera generació, perquè neix entre 1830-1836. A aquesta primera generació pertanyen, a més, Gil Colunje, Tomás Martín Feuillet, José María Alemán, Manuel José Pérez. Els romàntics tenen en comú l'educació i un ambient cultural i polític similar, trets que influeixen en la formació cultural i espiritual d'aquesta generació. És la poesia l'àmbit en què el sentiment romàntic troba la millor forma d'expressar l'esperit nacionalista i l'amor per un mateix, així com la natura. Amelia va compondre poemes senzills, plens de sentiment, emoció i un profund sentit social. En la seva joventut es va casar i va viure a Nicaragua molts anys. En tornar, va descobrir que el seu país estava en mans dels estatunidencs, fet que va crear en la poeta sentiments de tristesa i rebel·lia. Va ser llavors quan va escriure els seus versos més bells, Al Cerro Ancón, l'any 1906. És recordada sobretot per aquest poema, Al Cerro Ancón. En els seus poemes hi ha un especial patriotisme i sinceritat; amb un fort contingut polític i denúncia social, en què mostra el seu enuig per la creació de l'àrea de la Zona del Canal, on als panamenys els estava prohibit entrar. La seva principal obra va ser: Hojas secas (1926) i entre els seus poemes, van destacar Dejad que pase, Al Cerro Ancón, Patria, Amor de madre, A la muerte de Victoriano Lorenzo, El llanto de una hija, Un ramo de reseda i A panamá entre otro.
Va estar a Guatemala durant gairebé dues dècades; va col·laborar amb alguns diaris com a Trabajo i Bien Público sota el pseudònim d'Elena.
Va residir a León, Nicaragua, des de 1894 fins a la seva mort. En aquesta ciutat va establir una gran amistat amb Rubén Darío.

## Obres
En els seus poemes es descriu un especial patriotisme i sinceritat; amb un fort contingut polític i social on polemitza amb la societat de manera taxativa. El seu poema més important és Al Cerro Ancón, en què mostra el seu disgust per la creació de la Zona del Canal, pels Estats Units. Altres poemes van ser Patria, Hoja Secas, Amor de Madre (1879), A la Muerte de Victoriano Lorenzo, entre d'altres.